# هاري هاردينغ
هاري هاردينغ (بالإنجليزية: Harry Harding)‏ هو عالم سياسة أمريكي، ولد في 1946 في بوسطن في الولايات المتحدة.